# Petits riens sur presque tout
Petits riens sur presque tout est un recueil d'aphorismes écrit par Marc-Édouard Nabe et publié par les éditions du Rocher en octobre 1992.

## Résumé
Le livre est entièrement calligraphié par l'auteur, de la couverture jusqu'à la quatrième de couverture, la seule exception étant le code-barres. 

## Accueil critique

### Avis positifs
Dans le Nouvel Observateur, Jean-Louis Ezine évoque ce recueil, exécuté « à la façon de ces arabesques torturées et folles que les sultans apposaient au bas de leurs décrets sanglants ».

### Avis négatifs
Gérard-Julien Salvy, dans Le Figaro littéraire, critique le livre, le qualifiant d'« auto-hagiographie d'un polygraphe ». Dans la Tribune de Genève, Jean-Louis Kuffer parle d'une « suite d'aphorismes d'une effarante vacuité » qui « relève à peu près de la foutaise ».

## Édition
- Marc-Édouard Nabe, Petits riens sur presque tout, éditions du Rocher, 1992, 222 p.  (ISBN 2268013995)